# سلحفاة موريشيوس العملاقة سرجية الظهر
سلحفاة موريشيوس العملاقة سرجية الظهر (الاسم العلمي: Cylindraspis inepta) (بالإنجليزية: Saddle-backed Mauritius giant tortoise)‏ نوعًا منقرضًا من السلحفاة العملاقة في عائلة سلاحف برية. كانت هذه السلحفاة متوطنة في موريشيوس. تعود آخر السجلات لهذه السلحفاة إلى أوائل القرن الثامن عشر.

## الوصف

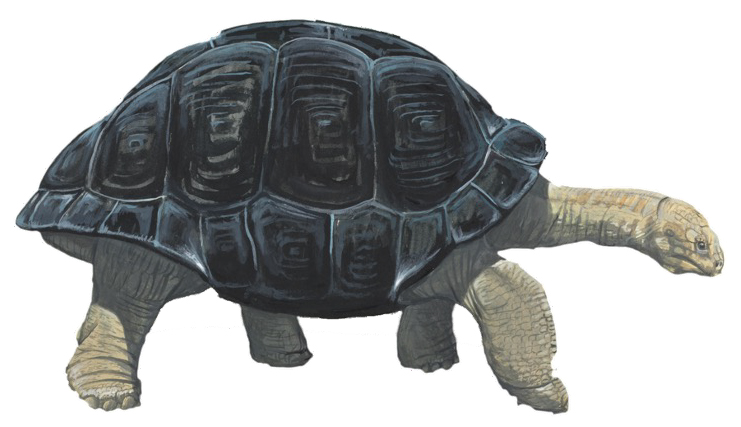
فن قديم بواسطة جوليان بي. هيوم

تمثل هذه السلحفاة ذات السنام واحدة من نوعين مختلفين من السلاحف العملاقة التي كانت متوطنة في موريشيوس، ويبدو أنها تخصصت في الرعي على الشجيرات العالية والأغصان المتدلية من الأشجار. أما النوع الشقيق لها، وهو الأدنى والأكثر تسطحًا، فقد كان يرعى على العشب، وكذلك على الأوراق المتساقطة والثمار على أرض الغابات.
على الرغم من تشابههما في الحجم، فقد اختلف النوعان بشكل كبير في شكل الجسم وبنية العظام.
يبدو أن هذا النوع تحديدًا كان السلف لجميع الأنواع الأربعة الأخرى من السلحفاة العملاقة من نوع سيلندرابيات في جزر ماسكارين، وأنه انجرف عن طريق الخطأ إلى الجزر المحيطة مثل ريونيون ورودريغس لتحقيق ذلك. يعود اسم نوعه "inepta" إلى ميله المفترض للسقوط في المحيط.

## الانقراض

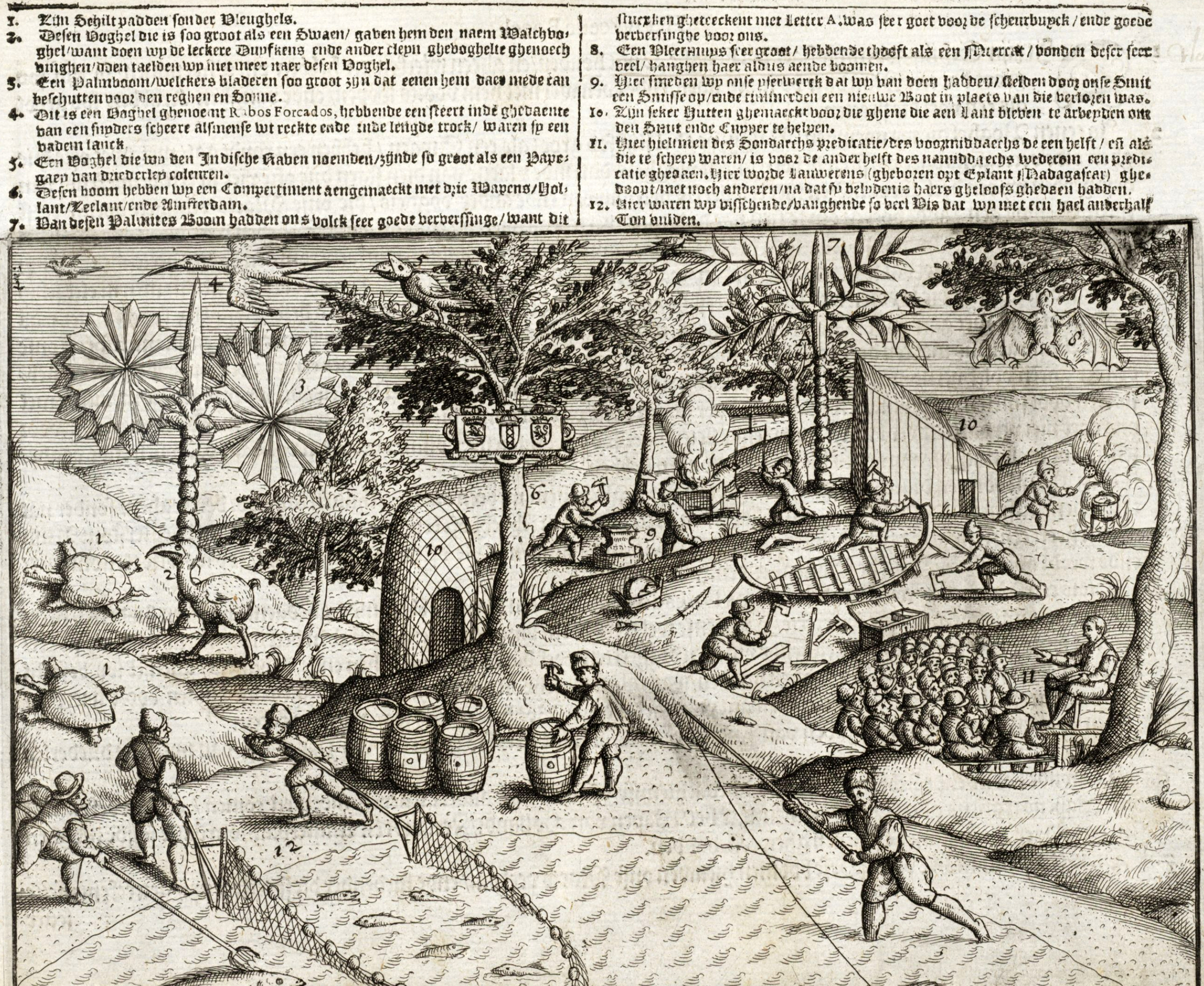
نقش من عام 1601 يظهر نوعين من سلاحف موريشيوس العملاقة، في الزاوية اليسرى البعيدة

كان هذا النوع متواجدًا بكثرة في جميع أنحاء موريشيوس— سواء على الجزيرة الرئيسية أو على جميع الجزر المحيطة بها.
نظرًا لأن موريشيوس كانت أول جزيرة من جزر ماسكارين التي استوطنت، كانت أيضًا الأولى التي واجهت انقراض التنوع الحيوي الأصلي فيها— بما في ذلك السلاحف العملاقة. يُقال إن أنواع السلاحف العملاقة، مثل العديد من الأنواع في الجزر، كانت ودودة وفضولية ولا تخاف من البشر.
بمجرد وصول الهولنديون، ذبح أعداد هائلة من كل من أنواع السلاحف العملاقة— سواء للاستخدام كطعام (للبشر أو الخنازير) أو لاستخراج الدهون والزيوت منها.
بالإضافة إلى ذلك، قدموا أنواعًا غريبة غير مستوطنة مثل الفئران والقطط والخنازير، التي أكلت بيض السلاحف العملاقة والفراخ الصغيرة.
من المحتمل أن يكون النوع قد انقرض على الجزيرة الرئيسية لموريشيوس بحلول عام 1700، وعلى معظم الجزر المحيطة بها بحلول عام 1735.

### مأوى جزيرة روند
ربما نجا أحد أنواع السلاحف العملاقة الموريشية على جزيرة روند (شمال موريشيوس) حتى فترة لاحقة بناءً على تقرير لويد عام 1846.
وجدت بعثة لويد في عام 1844 عدة أمثال كبيرة جدًا من السلاحف العملاقة تعيش على جزيرة روند، على الرغم من أن الجزيرة كانت في تلك الفترة قد اجتاحت بأعداد هائلة من الأرانب المدخلة.
كان الحاكم السير هنري باركلي قلقًا بشأن انقراض الأنواع عام 1870، وخلال استفساراته، أخبره أحد أعضاء بعثة عام 1844، السيد ويليام كير، عن البعثة. أبلغ كير الحاكم أن السيد كوربي، أحد المكتشفين الآخرين في عام 1844، "أمسك بسلحفاة أرضية أنثى في أحد الكهوف على جزيرة روند وأحضرها إلى موريشيوس، حيث أنجبت نسلًا كثيرًا تم توزيعه بين معارفه."
ولم يتمكن الحاكم من تحديد مصير أي من النسل، وعلى الرغم من أنه من الممكن بشكل نظري أن يكون فرخ ولد في عام 1845 قد عاش بسهولة حتى القرن الحادي والعشرين، إلا أنه لا يُعرف ماذا حدث للفراخ.
تعرضت جزيرة روند نفسها، التي كانت قد تضررت بالفعل بشدة بفعل الأرانب، لاستيراد الأغنام بعد ذلك بوقت قصير. هذا— أو عامل آخر— أدى إلى انقراض كامل للسلاحف في ملاذها الأخير. في النقطة غير المعروفة عندما مات أو قُتل آخر فراخ كوربي، أصبح النوع منقرضًا تمامًا.